# ギビング・プレッジ
ギビング・プレッジ（英: The Giving Pledge、寄付誓約宣言）は、2010年6月にマイクロソフト社会長のビル・ゲイツ夫妻と投資家のウォーレン・バフェットが始めた寄付啓蒙活動。億万長者とよべる資産家が生前もしくは死後に自身の資産の半分以上を慈善活動に寄付するという「プレッジ（誓約）」を宣言してみせることで、富裕層の寄付行為を促そうとするもの。参加者は「誓約の書簡」を書いてウェブで公開するが、誓約は法的なものではなく、寄付の金額や実際に寄付したかどうかも確認されない。2024年3月現在で242名の誓約者が登録。

## 発端
2006年にバフェットが自身のバークシャー・ハサウェイ株の85％を徐々に5つの慈善財団に寄付すると誓約宣言し、その6分の5に当たる約300億ドルをビル・ゲイツの慈善財団「ビル＆メリンダ・ゲイツ財団」に回す予定であると発表したことから、両者によってギビング・プレッジの着想が練られ、アメリカ国内の富裕層上位に属する資産家らに声をかけて参加者を募り、2010年に正式に公表された。

## 主な誓約者
- イーロン・マスク(実業家)
- ジョージ・ルーカス(映画監督)
- マイケル・ブルームバーグ(前ニューヨーク市長)
- ラリー・エリソン(オラクルCEO)
- マーク・ザッカーバーグ(フェイスブックCEO)
- リチャード・ブランソン（ヴァージン・グループ会長）
- カール・アイカーン（投資家）
- ハムディ・ウルカヤ(チョバニCEO)
- マッケンジー・スコット（小説家）
- サム・アルトマン(OpenAICEO）